# Нету, Жуан
Жуан Нету (порт. João André Pinto Neto; род. 28 декабря 1981, Коимбра) — португальский дзюдоист, чемпион и призёр чемпионатов Португалии, чемпион Европы, призёр чемпионата мира, участник двух Олимпиад.

## Биография
Выступал в лёгкой (до 73 кг) и полусредней (до 81 кг) весовых категориях. В 1999—2010 годах шесть раз становился чемпионом Португалии и трижды — серебряным призёром чемпионатов страны. Чемпион Европы 2008 года. Бронзовый призёр чемпионата мира 2003 года.
На летней Олимпиаде 2004 года в Афинах Нету выступал в лёгкой категории. Он победил киприота Кристодулоса Кристодулидеса и румына Клаудиу Басти, но уступил молдаванину Виктору Биволу. В утешительной серии Нету сначала победил иранца Хамеда Малекмохаммади, но проиграл американцу Джеймсу Педро и выбыл из борьбы за награды, став седьмым в итоговом зачёте.
На летней Олимпиаде 2008 года в Пекине, выступая в полусредней категории, Нету последовательно чисто победил грузина Саба Гавашелишвили, албанца Эдмонда Топалли и кубинца Оскара Карденаса. Победная серия португальца была прервана южнокорейцем Ким Джэ Бомом. В утешительной схватке Нету проиграл поляку Роберту Кравчику и остался без наград Олимпиады, заняв девятое место.